# NGC 3656
NGC 3656 (również PGC 34989, UGC 6403 lub Arp 155) – galaktyka soczewkowata znajdująca się w gwiazdozbiorze Wielkiej Niedźwiedzicy. Odkrył ją William Herschel 14 kwietnia 1789 roku. Zniekształcona struktura galaktyki świadczy o tym, że powstała ona z połączenia dwóch lub trzech galaktyk w ciągu ostatnich kilkuset milionów lat.
W galaktyce tej zaobserwowano supernowe SN 1963K i SN 1973C.